# Simard
 Simard  es una población y comuna francesa, en la región de Borgoña, departamento de Saona y Loira, en el distrito de Louhans y cantón de Montret.

## Demografía
| 1056 | 1023 | 942 | 997 | 944 | 877 |
| Para los censos de 1962 a 1999 la población legal corresponde a la población sin duplicidades (Fuente: INSEE [Consultar]) |      |     |     |     |     |